# Da Nang
Acest articol se referă la un oraș. Vezi și Aeroportul Internațional Da Nang
Đà Nẵng (în vietnameză Thành phố Đà Nẵng) este unul dintre cele mai mari porturi din Vietnam (după Ho Chi Minh și Haiphong) și cel mai mare oraș de-a lungul coasei sudice-centrale din Vietnam. Orașul este situat pe coasta Mării Chinei de Sud, la gura de vărsare a râului Hàn.
1. ↑   (PDF) https://monre.gov.vn/VanBan/Lists/VanBanChiDao/Attachments/3012/b4.3_Signed.pdf Lipsește sau este vid: |title= (ajutor)
2. ↑   https://www.gso.gov.vn/en/px-web/?pxid=E0201&theme=Population%20and%20Employment Lipsește sau este vid: |title= (ajutor)
3. ↑   https://mabuuchinh.vn/ Lipsește sau este vid: |title= (ajutor)
4. ↑   http://postcode.vn/ Lipsește sau este vid: |title= (ajutor)